# Liste der Vergaben der Fußball-Weltmeisterschaften
Diese Liste behandelt die Vergaben der Fußball-Weltmeisterschaften der Männer und Frauen.

## Bewerbungen für die Fußball-Weltmeisterschaft
| Turnier | Jahr | ausgewählter Gastgeber                                      | ausgewählter Gastgeber                             | zurückgezogene Bewerbung/ abgelehnte Bewerbung 1 | Entscheidung                   |
| Turnier | Jahr | Gastgeber                                                   | gescheiterte Bewerbung                             | zurückgezogene Bewerbung/ abgelehnte Bewerbung 1 | Entscheidung                   |
| ------- | ---- | ----------------------------------------------------------- | -------------------------------------------------- | ------------------------------------------------ | ------------------------------ |
| I       | 1930 | Uruguay                                                     | keine                                              | Italien, Schweden, Spanien, Niederlande, Ungarn  | Barcelona (18.05.1929)         |
| II      | 1934 | Italien                                                     | keine                                              | Schweden                                         | Stockholm/ Zürich (14.05.1932) |
| III     | 1938 | Frankreich                                                  | Argentinien, Deutschland                           | keine                                            | Barcelona (13.08.1936)         |
| IV      | 1950 | Brasilien                                                   | keine                                              | keine                                            | Luxemburg (26.07.1946)         |
| V       | 1954 | Schweiz                                                     | keine                                              | keine                                            | Luxemburg (26.07.1946)         |
| VI      | 1958 | Schweden                                                    | keine                                              | keine                                            | Rio de Janeiro (23.06.1950)    |
| VII     | 1962 | Chile                                                       | Argentinien                                        | Deutschland                                      | Lissabon (10.06.1956)          |
| VIII    | 1966 | England                                                     | Deutschland                                        | Spanien                                          | Rom (22.08.1960)               |
| IV      | 1970 | Mexiko                                                      | Argentinien                                        | keine                                            | Rom (08.10.1964)               |
| X       | 1974 | Deutschland                                                 | keine                                              | Spanien                                          | London (06.07.1966)            |
| XI      | 1978 | Argentinien                                                 | keine                                              | Mexiko                                           | London (06.07.1966)            |
| XII     | 1982 | Spanien                                                     | keine                                              | Deutschland                                      | London (06.07.1966)            |
| XIII    | 1986 | Kolumbien                                                   | keine                                              | keine                                            | Stockholm (09.06.1974)         |
| XIII    | 1986 | Mexiko                                                      | Kanada, Vereinigte Staaten                         | keine                                            | Zürich (20.05.1983)            |
| XIV     | 1990 | Italien                                                     | Sowjetunion                                        | England, Griechenland                            | Zürich (19.05.1984)            |
| XV      | 1994 | Vereinigte Staaten                                          | Brasilien, Marokko                                 | keine                                            | Zürich (04.07.1988)            |
| XVI     | 1998 | Frankreich                                                  | Marokko, Schweiz                                   | keine                                            | Zürich (01.07.1992)            |
| XVII    | 2002 | Südkorea & Japan                                            | Mexiko                                             | keine                                            | Zürich (31.05.1996)            |
| XVIII   | 2006 | Deutschland                                                 | England, Marokko, Südafrika                        | Brasilien                                        | Zürich (06.07.2000)            |
| XIX     | 2010 | Südafrika                                                   | Ägypten, Marokko                                   | Libyen & Tunesien                                | Zürich (15.05.2004)            |
| XX      | 2014 | Brasilien                                                   | keine                                              | Argentinien, Kolumbien                           | Zürich (30.10.2007)            |
| XXI     | 2018 | Russland                                                    | Belgien & Niederlande, England, Spanien & Portugal | keine                                            | Zürich (02.12.2010)            |
| XXII    | 2022 | Katar                                                       | Australien, Japan, Südkorea, Vereinigte Staaten    | Mexiko, Indonesien                               | Zürich (02.12.2010)            |
| XXIII   | 2026 | Kanada & Mexiko & Vereinigte Staaten                        | Marokko                                            | keine                                            | Moskau (13.06.2018)            |
| XXIX    | 2030 | Marokko, Spanien, Portugal & Argentinien, Paraguay, Uruguay | keine                                              | keine                                            | Schweiz (11.12.2024)           |
| XXX     | 2034 | Saudi-Arabien                                               | keine                                              | keine                                            | Schweiz (11.12.2024)           |

### 1930
Uruguay wurde am 18. Mai 1929 in Barcelona als Ausrichter der ersten Fußball-Weltmeisterschaft erklärt, nachdem sich die fünf europäischen Bewerber zurückgezogen hatten.
| Uruguay     | einziger Bewerber |
| Italien     | zurückgezogen     |
| Niederlande | zurückgezogen     |
| Schweden    | zurückgezogen     |
| Spanien     | zurückgezogen     |
| Ungarn      | zurückgezogen     |

### 1934
Italien wurde am 9. Oktober 1932 zum Ausrichter ernannt, nachdem Schweden vor der Abstimmung seine Bewerbung zurückzog.
| Italien  | einziger Bewerber |
| Schweden | zurückgezogen     |

### 1938
Frankreich wurde vom FIFA-Kongress am 13. August 1936 in Berlin als Ausrichter gewählt.
| Frankreich    | 19 |
| Argentinien   | 3  |
| Deutschland   | 1  |
| Gesamtstimmen | 23 |

### 1942
Für die Fußball-Weltmeisterschaft 1942 bewarben sich Argentinien, Brasilien und Deutschland. Wegen des Ausbruchs des Zweiten Weltkrieges wurde das Turnier abgesagt, bevor ein Ausrichter ernannt wurde.

### 1950 und 1954
Der FIFA-Kongress ernannte am 26. Juli 1946 in Luxemburg Brasilien zum Ausrichter der Fußball-Weltmeisterschaft 1950 und die Schweiz zum Ausrichter des Turnieres 1954.

### 1958
Schweden war der einzige Bewerber und wurde ohne Gegenkandidaten am 23. Juni 1950 in Rio de Janeiro zum Ausrichter ausgewählt.
| Schweden | einziger Bewerber |

### 1962
Am 10. Juni 1956 wurde im portugiesischen Lissabon Chile zum Ausrichter gewählt.
| Chile          | 32            |
| Argentinien    | 11            |
| BR Deutschland | zurückgezogen |
| Gesamtstimmen  | 43            |

### 1966
England wurde am 22. August 1960 in Rom vom FIFA-Kongresses zum Ausrichter 1966 gewählt.
| England        | 34            |
| BR Deutschland | 27            |
| Spanien        | zurückgezogen |
| Gesamtstimmen  | 61            |

### 1970
Der FIFA-Kongress fand am 8. Oktober 1964 im japanischen Tokio statt. Mexiko wurde zum Gastgeber des Turnieres 1970 gewählt.
| Mexiko        | 56 |
| Argentinien   | 32 |
| Gesamtstimmen | 88 |

### 1974, 1978 und 1982
Die Ausrichter der drei Fußballweltmeisterschaften 1974, 1978 und 1982 wurden am 6. Juli 1966 vom FIFA-Kongress in London ausgewählt. Spanien und Westdeutschland standen miteinander im Wettbewerb als Gastgeber für die Weltmeisterschaften 1974 und 1982. Deutschland zog sich aus dem Bieterverfahren von 1982 zurück, während Spanien sich aus dem Bieterverfahren von 1974 zurückzog. Mexiko – Gastgeber von 1970 – zog sich ebenfalls zurück, sodass Argentinien den Zuschlag bekam.
| BR Deutschland | einziger Bewerber |
| Spanien        | zurückgezogen     |

| Argentinien | einziger Bewerber |
| Mexiko      | zurückgezogen     |

| Spanien        | einziger Bewerber |
| BR Deutschland | zurückgezogen     |

### 1986
Kolumbien war der einzige Bewerber und wurde ohne Gegenkandidaten am 9. Juni 1974 in Stockholm vom FIFA-Exekutivkomitee zum Ausrichter ausgewählt.
| Kolumbien | einziger Bewerber |

Kolumbien zog sich am 5. November 1982, knapp vier Jahre vor der Veranstaltung, aus finanziellen Gründen zurück. Eine Ausschreibung wurde erneut veröffentlicht und die FIFA erhielt drei Bewerbungen. Mexiko gewann am 20. Mai 1983 in Zürich die Ausschreibung einstimmig.
| Mexiko             | einstimmig |
| Vereinigte Staaten | 0          |
| Kanada             | 0          |
| Gesamtstimmen      | unbekannt  |

### 1990
Italien wurde am 19. Mai 1984 vom FIFA-Exekutivkomitee in Zürich zum Gastgeber gewählt.
| Italien       | 11            |
| Sowjetunion   | 5             |
| England       | zurückgezogen |
| Griechenland  | zurückgezogen |
| Gesamtstimmen | 16            |

### 1994
Die Vereinigten Staaten wurden am 4. Juli 1988 in Zürich zum Gastgeber gewählt.
| Vereinigte Staaten | 10 |
| Marokko            | 7  |
| Brasilien          | 2  |
| Gesamtstimmen      | 19 |

### 1998
Frankreich wurde am 1. Juli 1992 in Zürich vom FIFA-Exekutivkomitee zum Ausrichter gewählt.
| Frankreich    | 12            |
| Marokko       | 7             |
| Schweiz       | zurückgezogen |
| Gesamtstimmen | 19            |

### 2002
Am 31. Mai 1996 fand zum fünften Mal in Folge das Auswahlverfahren in Zürich statt.
| Japan/ Südkorea | per Akklamation |
| Mexiko          | zurückgezogen   |
| Gesamtstimmen   | unbekannt       |

Die Weltmeisterschaft 2002 wurde zum ersten Mal in Asien von Südkorea und Japan gemeinsam ausgerichtet (das Finale fand in Japan statt). Zunächst waren die beiden asiatischen Länder Wettbewerber im Bieterverfahren. Doch kurz vor der Abstimmung einigten sie sich mit der FIFA darauf, die Veranstaltung gemeinsam auszurichten. Die Rivalität und Distanz zwischen ihnen führte jedoch zu organisatorischen und logistischen Problemen.

### 2006
Am 6. Juli 2000 wurde Deutschland vom FIFA-Exekutivkomitee in Zürich zum Ausrichter ernannt.
| Stimmergebnisse | Stimmergebnisse | Stimmergebnisse | Stimmergebnisse |
| Nation          | Runde 1         | Runde 2         | Runde 3         |
| --------------- | --------------- | --------------- | --------------- |
| Deutschland     | 10              | 11              | 12              |
| Südafrika       | 6               | 11              | 11              |
| England         | 5               | 2               | –               |
| Marokko         | 3               | –               | –               |
| Gesamtstimmen   | 24              | 24              | 23              |

In der entscheidenden Abstimmungsrunde enthielt sich Charles Dempsey der Stimme, was zu einem knappen Sieg für die deutsche Bewerbung führte.

### 2010
Südafrika wurde vom FIFA-Exekutivkomitee am 8. Mai 2004 in Zürich zum Gastgeber gewählt.
| Südafrika         | 14            |
| Marokko           | 10            |
| Ägypten           | 0             |
| Tunesien / Libyen | zurückgezogen |
| Gesamtstimmen     | 24            |

### 2014
Brasilien wurde am 30. Oktober 2007 in Zürich vom FIFA-Exekutivkomitee zum Ausrichter ernannt.
| Brasilien   | einziger Bewerber |
| Argentinien | zurückgezogen     |
| Kolumbien   | zurückgezogen     |

### 2018 und 2022
Die Wahl der Austragungsstaaten fand am 2. Dezember 2010 im FIFA-Hauptquartier in Zürich statt. Nach Beendung stand fest, dass die WM 2018 in Russland und 2022 in Katar stattfinden wird.
| Stimmergebnisse       | Stimmergebnisse | Stimmergebnisse | Stimmergebnisse |
| Nation                | 1. Runde        | 2. Runde        |                 |
| --------------------- | --------------- | --------------- | --------------- |
| Russland              | 9               | 13              |                 |
| Spanien & Portugal    | 7               | 7               |                 |
| Niederlande & Belgien | 4               | 2               |                 |
| England               | 2               | –               |                 |
| Gesamtstimmen         | 22              | 22              |                 |

| Stimmergebnisse    | Stimmergebnisse | Stimmergebnisse | Stimmergebnisse | Stimmergebnisse |
| Nation             | 1. Runde        | 2. Runde        | 3. Runde        | 4. Runde        |
| ------------------ | --------------- | --------------- | --------------- | --------------- |
| Katar              | 11              | 10              | 11              | 14              |
| Vereinigte Staaten | 3               | 5               | 6               | 8               |
| Südkorea           | 4               | 5               | 5               | –               |
| Japan              | 3               | 2               | –               | –               |
| Australien         | 1               | –               | –               | –               |
| Gesamtstimmen      | 22              | 22              | 22              | 22              |

### 2026
Der Gastgeber der Weltmeisterschaft 2026 wurde am 13. Juni 2018 in Moskau verkündet. Im Gegensatz zu vorherigen WM-Vergaben entschied nicht die FIFA-Exekutive, sondern die Versammlung der Mitgliedsverbände über die Vergabe. Um eine Kandidatur zu gewinnen, benötigte ein Bewerber die absolute Mehrheit der Stimmen.
| Kanada/ Mexiko/ Vereinigte Staaten | 134 |
| Marokko                            | 65  |
| keiner von beiden                  | 1   |
| Enthaltung                         | 3   |
| Gesamtstimmen                      | 203 |

## Bewerbungen für die Fußballweltmeisterschaft der Frauen
| Turnier | Jahr | ausgewählter Gastgeber  | ausgewählter Gastgeber              | zurückgezogene Bewerbung/ abgelehnte Bewerbung 1                 | Entscheidung        |
| Turnier | Jahr | Gastgeber               | gescheiterte Bewerbung              | zurückgezogene Bewerbung/ abgelehnte Bewerbung 1                 | Entscheidung        |
| ------- | ---- | ----------------------- | ----------------------------------- | ---------------------------------------------------------------- | ------------------- |
| I       | 1991 | Volksrepublik China     | keine                               | keine                                                            |                     |
| II      | 1995 | Schweden                | keine                               | keine                                                            | (1992)              |
| III     | 1999 | Vereinigte Staaten      | keine                               | Australien, Chile                                                | Zürich (31.05.1996) |
| IV      | 2003 | Volksrepublik China 2   | Australien                          | keine                                                            | (26.10.2000)        |
| V       | 2007 | Volksrepublik China     | keine                               | keine                                                            | (26.05.2003) 2      |
| VI      | 2011 | Deutschland             | Kanada                              | Australien, Frankreich, Peru, Schweiz                            | Zürich (30.10.2007) |
| VII     | 2015 | Kanada                  | keine                               | Simbabwe                                                         | Zürich (03.03.2011) |
| VIII    | 2019 | Frankreich              | Südkorea                            | England, Neuseeland, Südafrika                                   | Zürich (19.03.2015) |
| IX      | 2023 | Australien & Neuseeland | Kolumbien                           | Argentinien, Brasilien, Japan, Südafrika, Nordkorea und Südkorea | Zürich (25.06.2020) |
| X       | 2027 | Brasilien               | Deutschland & Niederlande & Belgien | Südafrika, Vereinigte Staaten und Mexiko                         | Zürich (17.05.2024) |